# 웩스퍼드

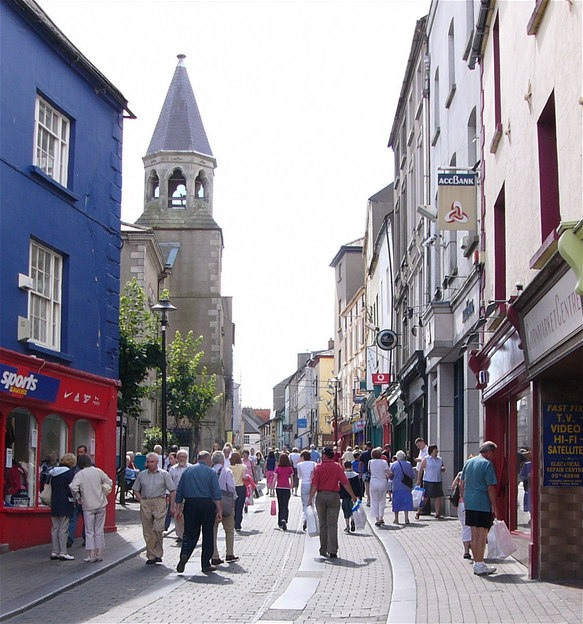
웩스퍼드의 메인 스트리트

웩스퍼드(영어: Wexford, 아일랜드어: Loch Garman)는 아일랜드 웩스퍼드주의 주도이다.